# Скьярра, Лоран
Лоран Скьярра (фр. Laurent Sciarra; род. 8 августа 1973) ― французский профессиональный баскетболист.

## Клубная карьера
Лоран Скьярра начал свою профессиональную карьеру в 1990 году, впервые выступив в составе «Йер-Тулон Вар». Начал играть в баскетбольном клубе «Париж Баскет Расинг» в 1993 года и оставался в нём до 1997 года. Затем переехал за границу на один сезон, сначала проведя несколько матчей с «Сиудад Уэльва» из Испании, затем ― с клубом «Бенеттон» из Италии, прежде чем снова вернулся в Париж. В 2001 году Скьярра опять покинул Францию и провёл сезон в команде «Паниониос» из Греции. После ещё двух сезонов в Париже в составе «Париж Баскет Расинг», Скьярра сыграл один сезон в клубе «Гравлин-Дюнкерк». В 2005 году он перешёл в «ЖДА Дижон», где он и оставался до своего трансфера в «Орлеан Луаре Баскет» в 2008 году.

### Карьера в сборной
Лоран Скьярра выступал во многих международных соревнованиях за французскую сборную. Среди прочего, участвовал в летних Олимпийских играх 2000 в Сиднее, где игроки французской команды были удостоены серебряными медалями.